# 尼亞加塔雷縣

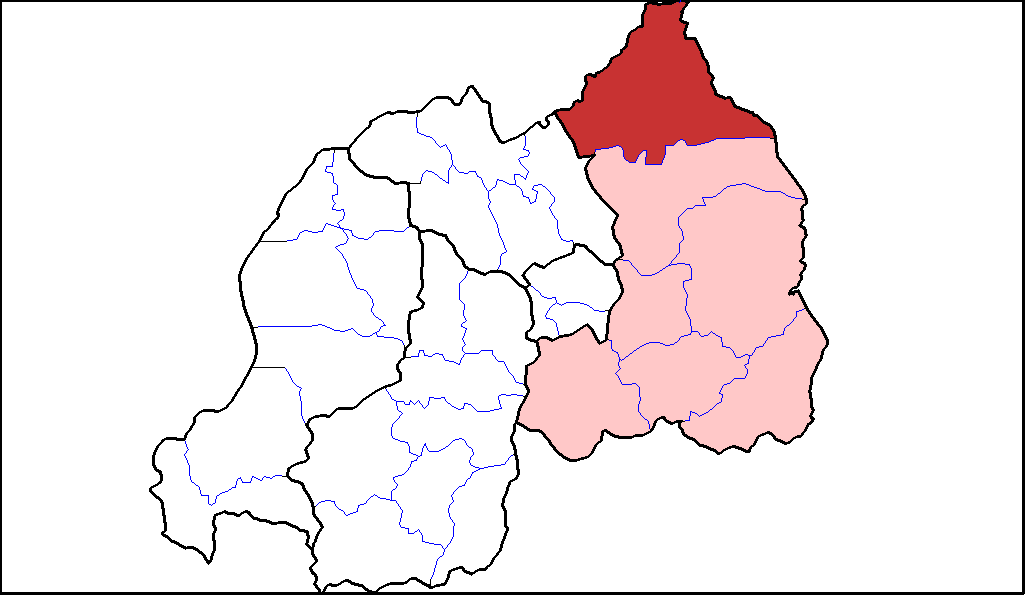

01°18′S 30°20′E / 1.300°S 30.333°E
尼亞加塔雷縣，是盧旺達的縣份，位於該國東部，由東部省負責管轄，首府設於尼亞加塔雷，面積1,741平方公里，2012年人口466,944，人口密度每平方公里243人。